# SpVgg Bayreuth
Spielvereinigung Oberfranken Bayreuth 1921 e.V. – niemiecki klub piłkarski z siedzibą w mieście Bayreuth, grający w Regionalliga Bayern.

## Historia
Klub został założony w 1921 roku. Nigdy nie występował w najwyższej klasie rozgrywkowej. Grał za to w drugiej lidze, najpierw w czasach, gdy była nią Oberliga, następnie Regionalliga, a także przez 13 sezonów w 2. Bundeslidze.

## Reprezentanci kraju grający w klubie
- Michael Glowatzky
- Mogens Hansen
- Jan Jałocha
- Francis Kioyo
- Georgi Tkawadze
- Hans Zeitler

## Występy w2. Bundeslidze
| Sezon     | Poziom | Liga              | Miejsce      |
| --------- | ------ | ----------------- | ------------ |
| 1973/1974 | 2      | 2. Bundesliga Süd | 9.           |
| 1974/1975 | 2      | 2. Bundesliga Süd | 9.           |
| 1975/1976 | 2      | 2. Bundesliga Süd | 5.           |
| 1976/1977 | 2      | 2. Bundesliga Süd | 14.          |
| 1977/1978 | 2      | 2. Bundesliga Süd | 4.           |
| 1978/1979 | 2      | 2. Bundesliga Süd | 2.           |
| 1979/1980 | 2      | 2. Bundesliga Süd | 13.          |
| 1980/1981 | 2      | 2. Bundesliga Süd | 9.           |
| 1981/1982 | 2      | 2. Bundesliga     | 20. (spadek) |
| 1985/1986 | 2      | 2. Bundesliga     | 18. (spadek) |
| 1987/1988 | 2      | 2. Bundesliga     | 17.          |
| 1988/1989 | 2      | 2. Bundesliga     | 17.          |
| 1989/1990 | 2      | 2. Bundesliga     | 18. (spadek) |